# Hank Sauer
Henry John Sauer (Pittsburgh, Pensilvania, 17 de marzo de 1917-Burlingame, California, 24 de agosto de 2001), más conocido como Hank Sauer, fue un jugador profesional estadounidense de béisbol que se desempeñó en la posición de jardinero izquierdo en las Grandes Ligas de Béisbol (MLB). Logró obtener el premio MVP (jugador más valioso).

## Carrera
Sauer jugó como profesional cinco temporadas en Cincinnati Reds (1941-1942, 1945, 1948-1949), después pasó a Chicago Cubs (1949-1955), luego a St. Louis Cardinals (1956), posteriormente a San Francisco Giants, donde jugó tres temporadas (1957-1959), y fue el equipo en el que se retiró.

## Premios
Fue galardonado con el MVP (jugador más valioso) en una oportunidad (1952).